# Gajdán Imre
Gajdán Imre (Kunhegyes, 1935 – Budapest, 1956. október 30.) magyar munkás, az 1956-os karhatalom tagja, az 1956-os forradalom egyik áldozata az akkori hatalom képviselőinek oldaláról.

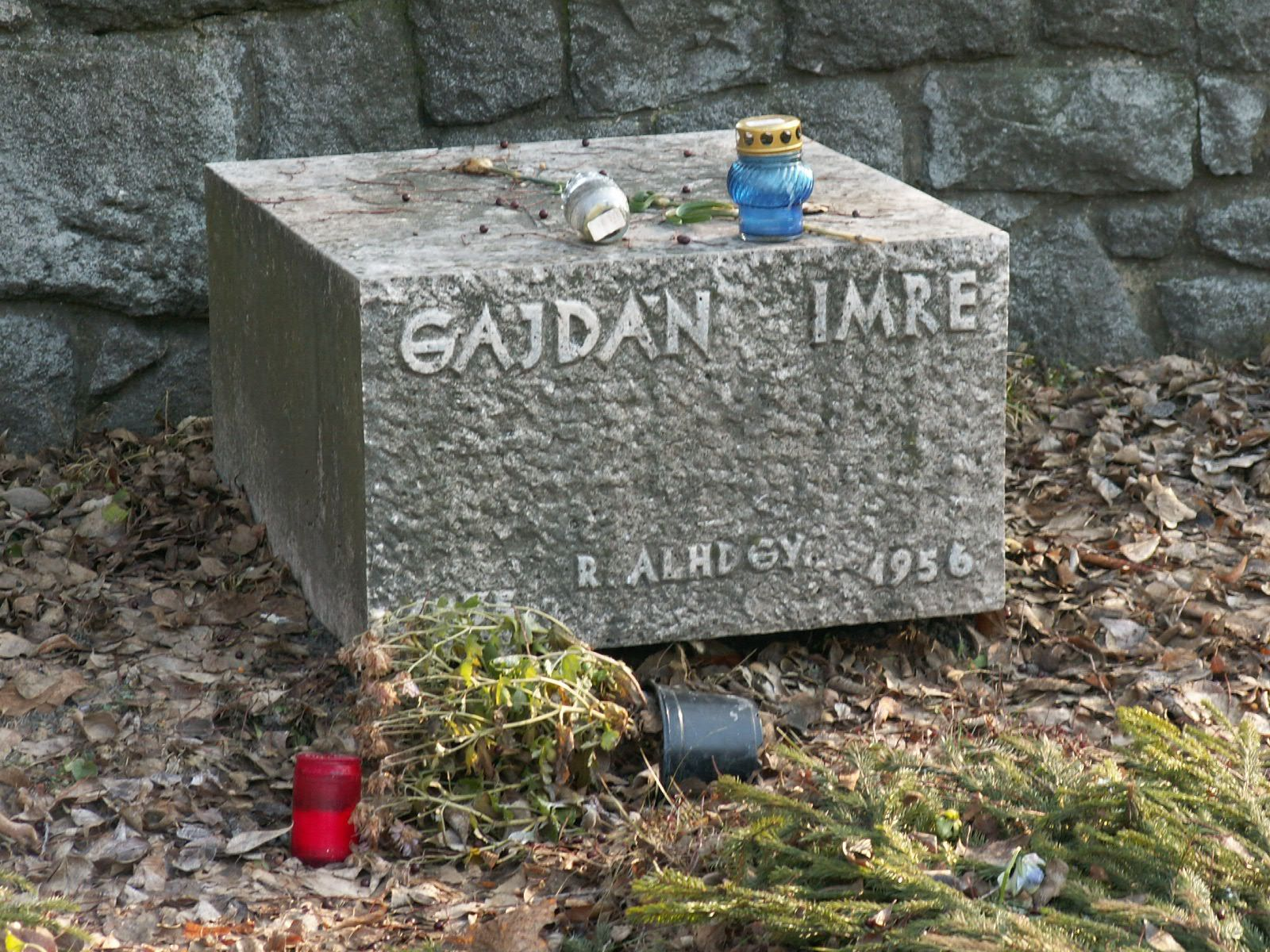
Sírja a Fiumei úti sírkertben (2-K-1/93)

## Élete
1935-ban Kunhegyesen született. Apja napszámos volt, majd 1945 után géplakatos lett; anyját 8 évesen elvesztette. Az általános iskola elvégzése után a kunhegyesi Lenin Tsz-ben kezdett dolgozni, majd a Magasépítő Vállalat segédmunkása lett, illetve az óbudai hajógyárban hegesztő szakmát tanult. 1955-ben vonultatták be katonai szolgálata letöltésére. 1956 októberében a karhatalomnál szolgált, így jelen volt október 23-án a Magyar Rádió védelménél, majd a Köztársaság térre vezényelték, a Magyar Dolgozók Pártja Budapesti Pártbizottságának székháza védelmére.

## Halála
1956. október 30-án halt meg Budapesten, a Köztársaság téri pártház ostroma során, az ostrom áldozatául esett 23 (más adat szerint 25) személy – pártmunkások, ÁVH-sok és rendőrök – egyikeként. Feltehetőleg a pártházat védő egyenruhás őrség egyik tagja volt, akit a forradalmárok – a társaival együtt – lefegyvereztek és kikísértek az épületből a térre. Későbbi sorsa és halálának mikéntje nem egyértelmű, mert ebben még az ostrom eseménysorának legelhivatottabb kutatói sincsenek azonos állásponton.
Gosztonyi Péter, Gyurkó László és Horváth Miklós sem tartották foglyoknak a térre ekkor kikísért karhatalmistákat, hanem úgy tekintették, hogy dezertáltak, szökésnek minősíthető, hogy elhagyták a pártházat. (Ezt erősítheti az is, hogy közülük a forradalmat túlélők vallomásait nem rögzítették, vagy ha mégis, az nem került bele az ostrom 1956 utáni, a szocialista történetírás által „kanonizált” históriájába.) Hollós Ervin ezzel szemben akként írta le az eseménysort, hogy szerinte a karhatalmistákat a forradalmárok túszként hurcolták ki a térre, és egy vagy több fegyveres fegyelmezetlensége miatt következhetett be a haláluk.
Utóbbival ért egyet Eörsi László is, aki úgy cizellálja a történtek Hollós által rekonstruált menetét, hogy a forradalmárok sorba állították a megmotozott államvédelmis foglyaikat és megadásra szólították fel a pártházban lévőket, azzal fenyegetve őket, hogy máskülönben kivégzik foglyaikat. Ezután egy tisztázatlan eredetű kézigránát robbant, amitől a felsorakoztatott egyenruhások szétugrottak, de emiatt többen lövéseket adtak le rájuk, amiktől Gajdán, Kárpáti István és Szepesi Róbert halálos sebet kaptak.
Hollós Ervin és Lajtai Vera ehhez képest sem Gajdánról, sem Kárpáti Istvánról nem állították, hogy a pártház ostroma előtt haltak volna meg, Szepesiről is csak annyit írtak, hogy „a pártház védelmében” vesztette életét. Több más adat is azt látszik igazolni, hogy akik rendőrként voltak jelen a pártháznál, felismerhetően rendőri egyenruhában voltak és rendőrigazolvánnyal igazolták magukat, azokat a pártházba behatoló forradalmárok nem kívánták megölni, sőt elengedték.
Hollós és Lajtai 1980-as kiadású, Köztársaság tér 1956. című kötete szerint Zsótér János, aki szintén részt vett a pártház védelmében és ott megsebesült, annyit tudott Gajdánról elmondani az őt kereső bátyjának, Gajdán Sándornak, hogy együtt szolgáltak, és a forradalom első napjaiban a Köztársaság téri székház földszintjére voltak beosztva, feladatuk az épület előtti térség rendszeres ellenőrzése volt. Zsótér arról is beszámolt, hogy látta Gajdánt megsebesülni az október 30-i támadás reggelén, a téren, egy kézigránáttól, de nem tudta, hogy meg is halt. A szerzőpáros még azzal színesíti a történetet, hogy Gajdán Sándor az öccse keresése közben, egy összeégett teherautó alatt látott egy égési sebekkel borított, fején hámhiányos, „nagyon ismerős”-nek tűnő halottat, de az írásból az már nem derül ki, hogy ez végső soron valóban Gajdán volt-e. Gajdánt először az Új köztemetőben temették el, más, a Köztársaság téri pártháznál elesettekkel együtt, ahonnan 1957 márciusában exhumálták.

## Emlékezete
Sírja a Fiumei úti sírkertben található, sírfelirata arra utal, hogy rendőrként lelte halálát, akinek a legmagasabb rendfokozata alhadnagy volt. Halála után utcát neveztek el róla Budapest III. kerületének nyugati szélén, méterekre a főváros és Üröm határától, Békásmegyer és Csillaghegy városrészek határvidékén, a Róka-hegyen. Az utca, amelynek korábbi neve Árvácska utca volt, a rendszerváltást követően visszakapta eredeti nevét, ennek ellenére egy-két utcatáblán még közel harminc év után is olvasható Gajdán neve.

## Hivatkozott irodalom
- Eörsi László: Köztársaság tér, 1956. Budapest, 1956-os Intézet, 2006.
- Gosztonyi Péter: A Köztársaság téri ostrom és a kazamaták mítosza. Budapesti Negyed, 1994. ősz. 48–80.
- Gyurkó  László: 1956.  Előtanulmány  és  oknyomozás. Budapest,  Magvető Könyvkiadó, 1987.
- Hollós Ervin: Kik voltak, mit akartak? Budapest, Kossuth Könyvkiadó, 1967.
- Hollós Ervin – Lajtai Vera: Köztársaság  tér, 1956. Budapest, Kossuth Könyvkiadó, 1974.
- Hollós Ervin – Lajtai Vera: Drámai napok. 1956. október 23. – november 4. Budapest, Kossuth Könyvkiadó, 1986.
- Horváth Miklós: 1956 hadikrónikája. Budapest, Akadémiai Kiadó, 2003.